# لیزا باروس دسا
لیزا باروس دسا کارگردان، نویسنده و تهیه کننده سینما است. باروس دسا در دانشگاه آکسفورد زبان انگلیسی خوانده و دارای مدرک کارشناسی ارشد فیلمنامه نویسی از دانشگاه هنر لندن است.
او که در بلفاست متولد شد، بیشتر به خاطر کارگردانی و تهیه‌کنندگی فیلم سینمایی عشق معمولی در سال ۲۰۱۹ شناخته می‌شود، او همچنین فیلم‌های لرزش‌های خوب و بمب گیلاس را با همسرش گلن لیبرن کارگردانی کرده است. آیریش تایمز بر اساس این سه فیلم سینمایی «به‌طور شگفت‌انگیز متفاوت»، باروس دسا و لیبرن را «مهم‌ترین فیلم‌سازان معاصر ایرلند شمالی» توصیف کرد.